# Jim Alder
James Noel Carroll « Jim » Alder (né le 10 juin 1940 à Glasgow) est un athlète britannique, spécialiste des courses de fond.

## Biographie
Il remporte la médaille de bronze du marathon lors des championnats d'Europe de 1969, à Athènes, devancé par son compatriote Ron Hill et le Belge Gaston Roelants.
Il participe au marathon des Jeux olympiques de 1968, à Mexico, où il abandonne.
Sous les couleurs de l’Écosse, il remporte la médaille d'or du marathon des Jeux de l'Empire britannique et du Commonwealth de 1966, où il obtient par ailleurs une médaille de bronze sur 6 miles. En 1970, il est médaillé d'argent sur marathon aux Jeux du Commonwealth britannique.

### Palmarès
| Date | Compétition                                     | Lieu      | Résultat | Épreuve  | Performance    |
| ---- | ----------------------------------------------- | --------- | -------- | -------- | -------------- |
| 1966 | Jeux de l'Empire britannique et du Commonwealth | Kingston  | 1er      | Marathon | 2 h 22 min 7 s |
| 1966 | Jeux de l'Empire britannique et du Commonwealth | Kingston  | 3e       | 6 miles  | 28 min 15 s 4  |
| 1969 | Championnats d'Europe                           | Athènes   | 3e       | Marathon | 2 h 19 min 5 s |
| 1970 | Jeux du Commonwealth britannique                | Édimbourg | 2e       | Marathon | 2 h 12 min 4 s |

### Records
| Épreuve  | Performance    | Lieu | Date |
| -------- | -------------- | ---- | ---- |
| Marathon | 2 h 12 min 4 s |      | 1970 |